# Jimmy Haaranen
Bernt Jimmy Haaranen, född 12 juni 1973, är en svensk tidigare fotbollsspelare och därefter fotbollstränare.
Haaranen spelade allsvensk fotboll i IK Brage 1993, och var tränare för Sandvikens IF 2006–2008 samt 2013–2014. Även som spelare representerade han Sandvikens IF på 1990-talet.